# Heliconia wagneriana
Heliconia wagneriana là một loài thực vật có hoa trong họ Heliconiaceae. Loài này được Petersen mô tả khoa học đầu tiên năm 1896.

## Hình ảnh

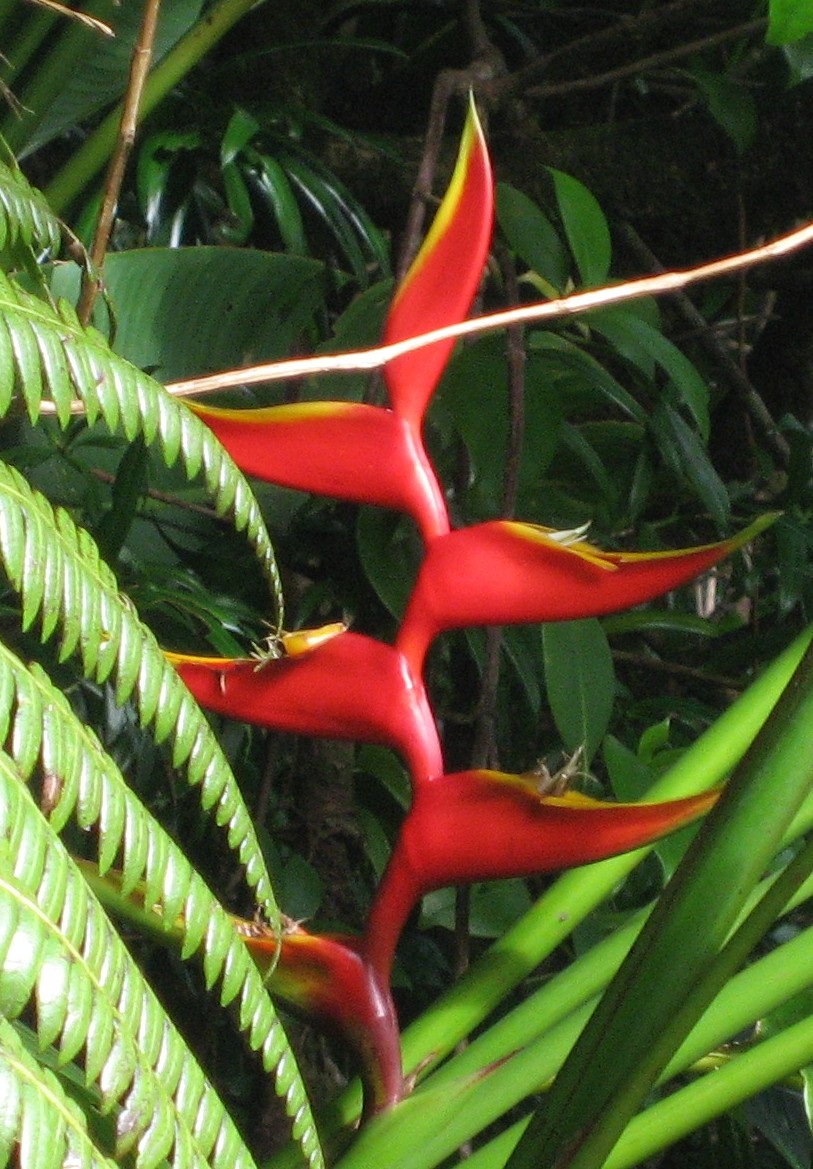
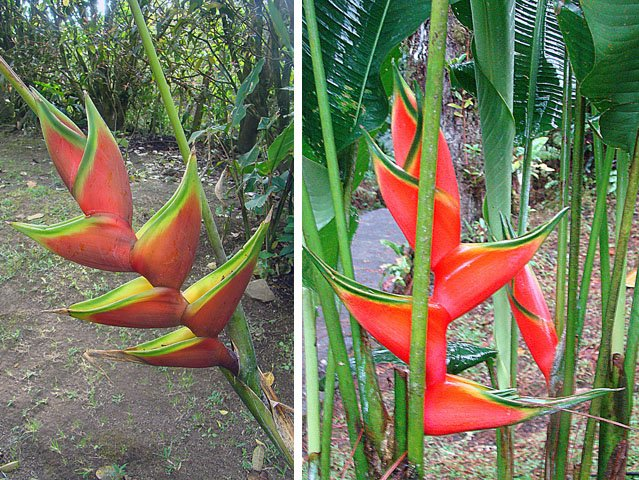
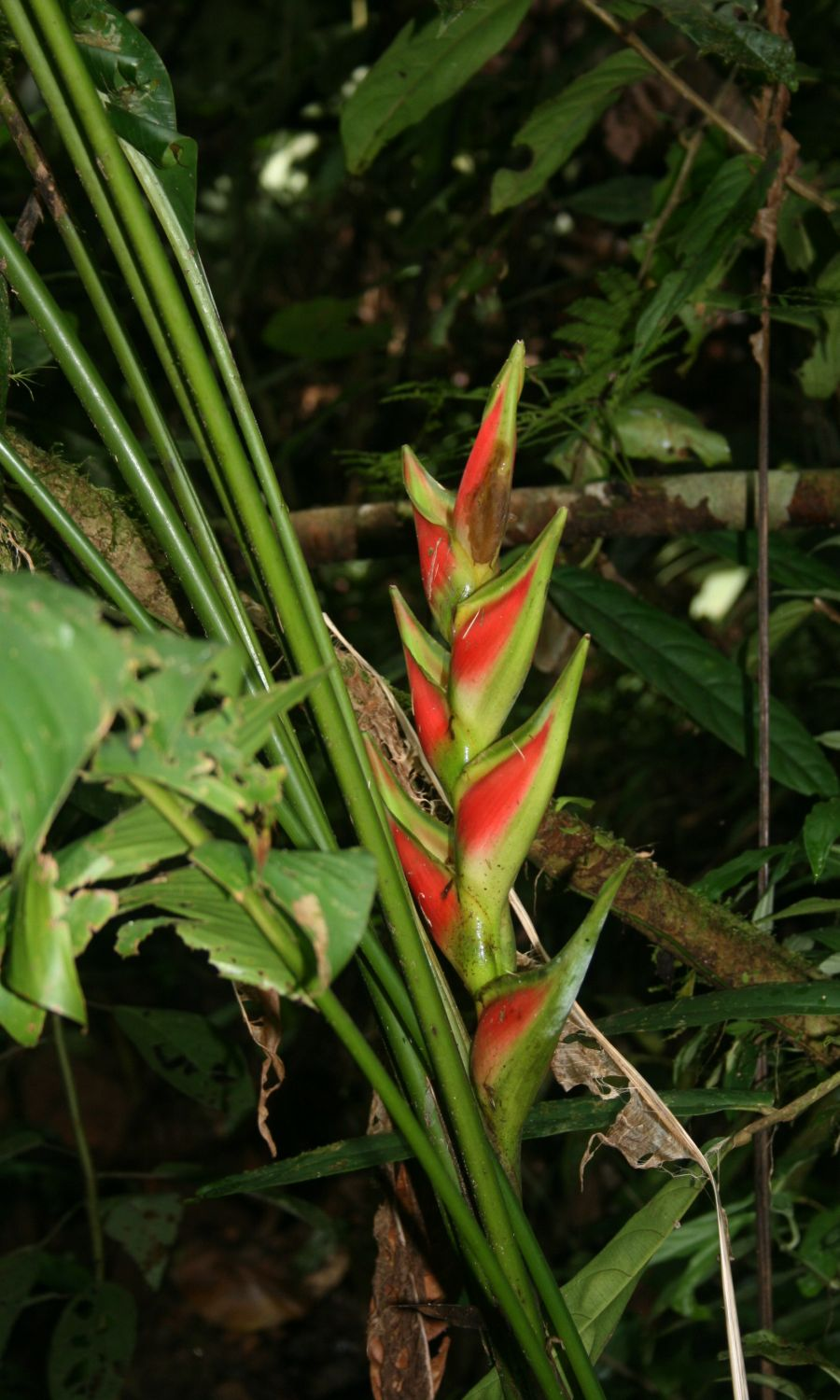
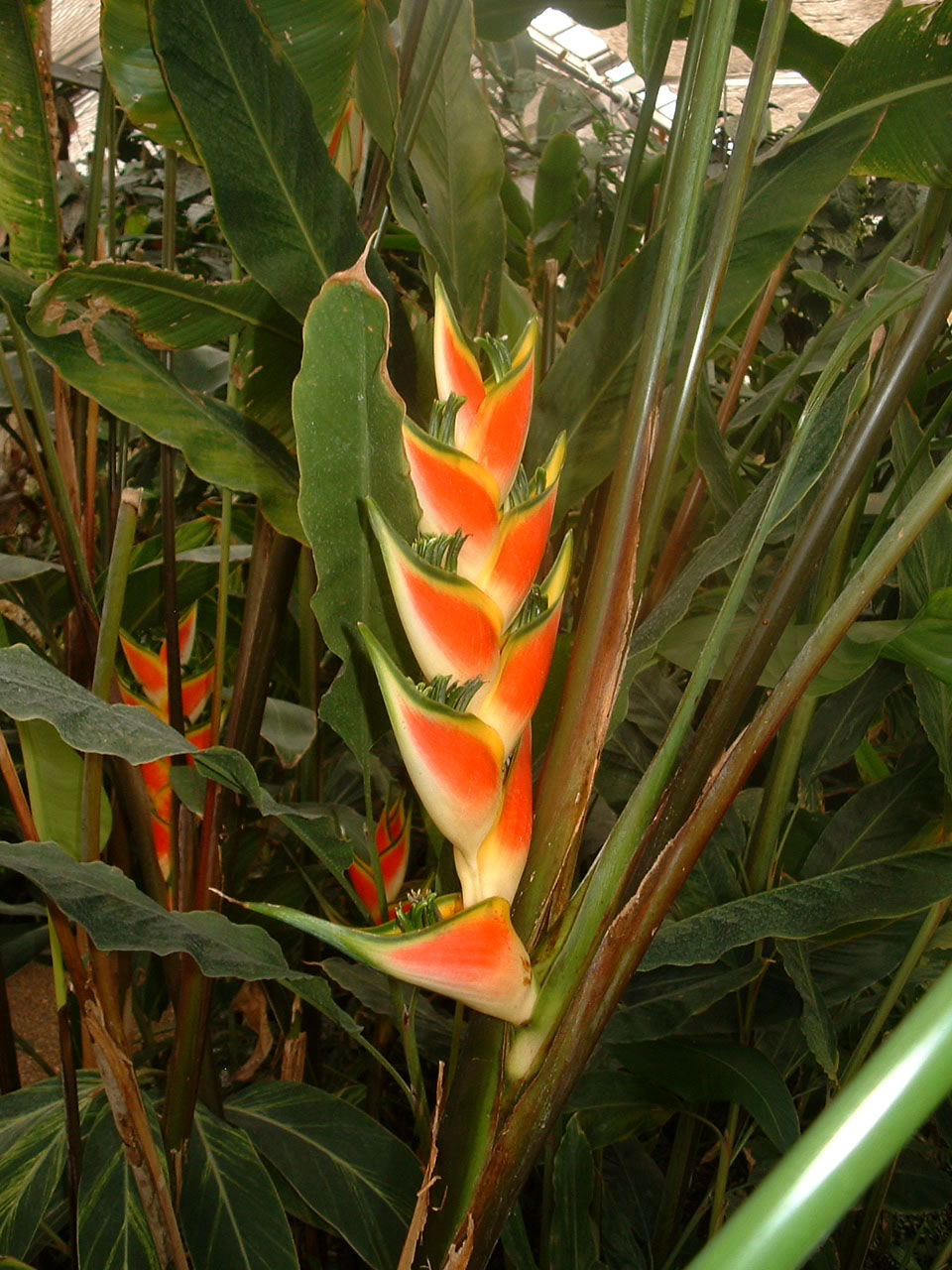